# Ronald de Carvalho
Ronald de Carvalho   (Rio de Janeiro, 16 de maig de 1893 - Rio de Janeiro, 15 de febrer de 1935) va ser un poeta, diplomàtic i polític brasiler. Va col·laborar en la 1a edició de la revista Orpheu.
Va formar-se en dret a la UFRJ i després va residir a França, on va cursar filosofia i sociologia. Quan va tornar al Brasil, va ser un dels promotors de la Setmana d'Art Modern que tingué lloc a São Paulo el febrer de 1922.
Va servir com a funcionari al Ministeri de Relacions Exteriors brasileres, amb càrrecs a diversos destins, com ara Ciutat de Mèxic, París o La Haia. El 1933 va passar a ser secretari de Getúlio Vargas en la presidència de la República, càrrec que ocupava en morir.
En un concurs organitzat per Diário de Notícias, l'any 1935 va ser elegit Príncep dels Prosadors Brasilers. Col·laborà amb O Jornal i la seva col·laboració també es troba a la segona sèrie de la revista Alma nova (1915-1918) i Atlantida (1915-1920).
Ronald de Carvalho es va casar amb Leilah Accioly de Carvalho, amb qui va tenir quatre fills. Va morir a 41 anys, víctima d'un accident d'automòbil a Rio de Janeiro, el 15 de febrer de 1935.